# Ultrascope
Ultrascope war eine 1955 eingeführte Bezeichnung für ein anamorphotisches Filmaufnahmeverfahren für 35-mm-Breitwandfilme.

## Hintergrund
Mitte der 1950er Jahre war CinemaScope weltweit die erfolgreichste Marke für anamorphotische Breitwandfilme auf 35-mm-Film. Um CinemaScope benutzen zu können, mussten jedoch hohe Lizenzgebühren an 20th Century Fox entrichtet werden. Der in München ansässige Kamerahersteller Arnold & Richter wollte dies mit der Entwicklung eines eigenen Systems umgehen und beauftragte damit den Norweger Jan Jacobsen. Dies war möglich, weil das anamorphotische Verfahren im Gegensatz zum Markennamen CinemaScope nicht geschützt werden konnte.
Jan Jacobsen entwarf ein neues anamorphotisches Linsensystem, das denselben anamorphotischen Faktor wie das von 20th Century Fox vertriebene CinemaScope aufwies. Das Bild wurde bei der Aufnahme in einem 2:1-Verhältnis gestaucht aufgenommen, um es dann bei der Kinoaufführung durch einen Anamorphoten entzerrt auf die volle 2,35:1-Filmbreite vorführen zu können. Die Herstellung der Linsen besorgte die Ultra Gesellschaft für Optik in München, von der auch die Bezeichnung Ultrascope abgeleitet wurde.
Das preiswertere Ultrascope wurde zuerst in italienischen Produktionen und in Brasilien eingesetzt. Seine erfolgreichste Zeit hatte es in einigen Kinoserien des bundesdeutschen Films der 1960er Jahre. Zu den erfolgreichsten Produktionen gehörten die kostengünstigen Edgar-Wallace-Filme und die aufwändigen Karl-May-Filme. Verwendung fand Ultrascope auch in einigen skandinavischen Produktionen. In den USA wurde es nur vereinzelt eingesetzt.

## Filme in Ultrascope

### Produktionen aus deutschsprachigen Ländern
- 1960: Wenn die Heide blüht
- 1961: Kauf Dir einen bunten Luftballon
- 1961: Ein Stern fällt vom Himmel
- 1962: Die Fledermaus
- 1962: Der Vogelhändler
- 1962: Freddy und das Lied der Südsee
- 1962: Axel Munthe – Der Arzt von San Michele
- 1962: Zwischen Schanghai und St. Pauli
- 1962: Das schwarz-weiß-rote Himmelbett
- 1963: Der schwarze Panther von Ratana
- 1963: Der Zinker
- 1963: Die endlose Nacht
- 1963: Der schwarze Abt
- 1963: Das indische Tuch
- 1963: Schloß Gripsholm
- 1963: Der Henker von London
- 1963: Das Geheimnis der schwarzen Witwe
- 1964: Das Phantom von Soho
- 1964: Unsere tollen Tanten in der Südsee
- 1964: Zimmer 13
- 1964: Weiße Fracht für Hongkong
- 1964: Der letzte Ritt nach Santa Cruz
- 1964: Wartezimmer zum Jenseits
- 1964: Die Gruft mit dem Rätselschloss
- 1964: Das Ungeheuer von London-City
- 1964: Der Schut
- 1964: Der Hexer
- 1964: Ein Sarg aus Hongkong
- 1964: Die goldene Göttin vom Rio Beni
- 1964: Die große Kür
- 1964: Maibritt, das Mädchen von den Inseln
- 1964: Die Goldsucher von Arkansas
- 1964: Lana – Königin der Amazonen
- 1964: Freddy, Tiere, Sensationen
- 1965: DM-Killer
- 1965: Der Schatz der Azteken
- 1965: Die schwarzen Adler von Santa Fe
- 1965: Der Fluch des schwarzen Rubin
- 1965: Die Pyramide des Sonnengottes
- 1965: Die Banditen vom Rio Grande
- 1965: Das Geheimnis der drei Dschunken
- 1965: Der Ölprinz
- 1965: Die letzten Drei der Albatros
- 1965: Winnetou 3. Teil
- 1965: Old Surehand 1. Teil
- 1966: Kommissar X – Jagd auf Unbekannt
- 1966: Kommissar X – Drei gelbe Katzen
- 1966: Winnetou und das Halbblut Apanatschi
- 1966: Fünf vor 12 in Caracas
- 1966: Kommissar X – In den Klauen des goldenen Drachen
- 1966: Winnetou und sein Freund Old Firehand
- 1966: Die Nibelungen, 1. Teil: Siegfried von Xanten
- 1967: Die Nibelungen, 2. Teil: Kriemhilds Rache
- 1967: Lotosblüten für Miss Quon
- 1967: Eine Handvoll Helden
- 1967: Die Wirtin von der Lahn
- 1968: Winnetou und Shatterhand im Tal der Toten
- 1969: Detektive
- 1973: Schloß Hubertus
- 1974: Der Jäger von Fall
- 1975: Der Edelweißkönig
- 1976: Das Schweigen im Walde
- 1977: Waldrausch